# Julian Nagelsmann
Julian Nagelsmann, né le 23 juillet 1987 à Landsberg am Lech en Allemagne de l'Ouest, est un entraîneur de football allemand.
Il est depuis 2023 le sélectionneur de l'équipe nationale d'Allemagne.

## Biographie

### Carrière en club
Il commence sa carrière junior au FC Augsbourg. Durant l'été 2002, il rejoint l'équipe junior du 1860 Munich. Lors de la saison 2006-07, il intègre la réserve mais ne dispute aucune rencontre en raison de blessures récurrentes. La saison suivante, il rejoint la réserve du FC Augsbourg, où il aura eu comme entraîneur Adrien Barraud. Après sa deuxième chirurgie du ménisque, son cartilage est affecté et, selon son médecin, un risque d'arthrose est diagnostiqué. Il arrête sa carrière de joueur à l'âge de 20 ans.

### Carrière d'entraîneur
Il est nommé entraîneur des moins de 19 ans du 1899 Hoffenheim le 27 octobre 2015 et commence son mandat à l'aube de la saison 2016-2017. Son contrat court jusqu'en 2019. Il succède à Huub Stevens, lequel avait remplacé Markus Gisdol la veille.
Le 10 février 2016, l'entraîneur néerlandais Huub Stevens démissionne de son poste pour des raisons médicales. Il est alors remplacé par Julian Nagelsmann, qui devient alors, à l'âge de 28 ans, le plus jeune entraîneur de l'histoire de la Bundesliga.
Le 30 avril 2017, à l'issue d'un match gagné contre l'Eintracht Francfort 1-0, il permet au club d'Hoffenheim d'accéder, pour la première fois de son histoire, aux barrages de la Ligue des champions pour la saison 2017-2018 (éliminé par Liverpool).
Après une nouvelle saison réussie, le club se classe troisième du championnat et se qualifie directement pour la prochaine Ligue des champions.
Le 21 juin 2018, le club du RB Leipzig annonce que Julian Nagelsmann sera son entraîneur à partir de la saison 2019-2020.
Le 19 septembre 2018, contre le Chakhtar Donetsk, il devient le plus jeune entraîneur à diriger une équipe en Ligue des champions.
Le 10 mars 2020, après sa victoire contre le club anglais de Tottenham, il devient le plus jeune entraîneur de l'histoire à passer un tour en phase d'élimination directe de ligue des champions. Nagelsmann emmène ainsi Leipzig à son premier quart de finale de C1.
Le 13 août 2020, son club élimine l'Atlético Madrid (2-1, cette phase finale étant disputée exceptionnellement sur un match sec à Lisbonne) et accède aux demi-finales de la Ligue des champions de l'UEFA pour la première fois de son histoire. Il affronte le Paris Saint-Germain. Nouveau record de précocité pour Julian Nagelsmann qui devient le plus jeune entraîneur de l'histoire à accéder aux demi-finales de la compétition à 33 ans. Son parcours s'arrête en demi-finale face au Paris Saint-Germain au terme d'une défaite 3 buts à 0.
Sous sa direction, le RBL démarre sa saison 2020-2021 en trombe, prenant la tête de la Bundesliga dès la mi-octobre avec 3 victoires et un match nul.
Le 26 avril 2021, le Bayern Munich, qui a repris  la tête du championnat, communique son arrivée en tant qu'entraîneur dans le club bavarois au cours de la saison 2021-2022, pour une indemnité record pour un entraineur de 25 millions d'euros.
En mars 2023, il est limogé par le club ; Thomas Tuchel lui succède.
En septembre 2023, il devient sélectionneur de l'Allemagne, succédant à Hansi Flick.

## Statistiques d'entraîneur
| TSG Hoffenheim | 11 février 2016   | 30 juin 2019 | 136 | 55  | 43 | 38 | 257 | 197 | +60  | 40,44 |
| RB Leipzig     | 1er juillet 2019  | 30 juin 2021 | 95  | 54  | 22 | 19 | 193 | 108 | +85  | 56,84 |
| Bayern Munich  | 1er juillet 2021  | 23 mars 2023 | 80  | 57  | 14 | 9  | 242 | 76  | +166 | 72,15 |
| Allemagne      | 22 septembre 2023 |              | 19  | 11  | 5  | 3  | 42  | 18  | +24  | 57,89 |
| Total          | Total             | Total        | 330 | 177 | 84 | 69 | 734 | 399 | +335 | 53,63 |

## Palmarès

### Distinction personnelle
- Entraîneur allemand de l'année en 2017

### Entraîneur

#### Bayern Munich
- Supercoupe d'Allemagne (2) :
  - 2021 et 2022
- Championnat d'Allemagne (1) :
  - 2022